# Neoslavic (ЕП)
Neoslavic је други студијски ЕП Луке Ивановића, познатијег под својим уметничким именом Luke Black. Лука је српски кантаутор. Осим ауторском музиком, бави се и аудио продукцијом и режијом сопствених наступа и музичких спотова.
На Neoslavic ЕП се налазе синглови: Demons, Walpurgis Night и Olive Tree са два ремикса.

## Детаљи
О концепту за назив ЕП каже да му је на памет пао када му је речено да не изгледа као да је са Балкана, те да је хтео да кроз своју музику и визуелни идентитет истражи шта значи изгледати као да си са ових простора и како то можемо дефинисати. Синглови Demons, Walpurgis Night и Olive Tree имају и своје пратеће спотове који су уснимљени раније, док је за насловницу издања заслужан млади редитељ и фотограф – Коста Ђураковић (који је режирао и спот за „Olive Tree”). Olive Tree је прва Лукина песма деломично писана на српском језику. Наступом у београдском клубу Електропионир 29. јуна 2018. године најављен је излазак новог ЕП.
На насловници ЕП Лука је огрнуо 200 година стар традиционални пиротски ћилим. Luke Black је аутор текстова и музике и продуцент песама.
О песмама и ЕП Лука је рекао у интервјуима:
„#Neoslavic“ је генерација унутар генерације словенског Балкана која је бунтовна и не осећа се мање словенством само зато што се не уклапа у уопштене оквире карактеристика земаља из којих долазе. То је група младих људи која поштује историју ових простора, њихову природу, корене и представници су савремених, другачијих, уметничких и „усавршених“ Словена.

## Пријем
Сингл “Demons“ је у једном моменту био кандидат за представника Србије на Евровизији 2016. године. По изгласку сингла одлази на турнеју у Кину где наступа у Пекингу, Шангају и Гвангжуу. У октобру 2016. објављује ЕП под називом Demons (Remix EP) са 5 ремикса песме.

## Списак песама
ЕП садржи 5 песама и објављен је 20. јуна 2018. године. Албум садржи 5 песама укупног трајања 17 минута и 38 секунди. Подаци о албуму су припремљени на основу изворног материјала.
Neoslavic је поново објављен као албум Neoslavic (Deluxe Edition) 17. марта 2023. године. Албум садржи 9 песама укуног трајања 36 минута. Подаци о албуму су припремљени на основу изворног материјала.